# EN12

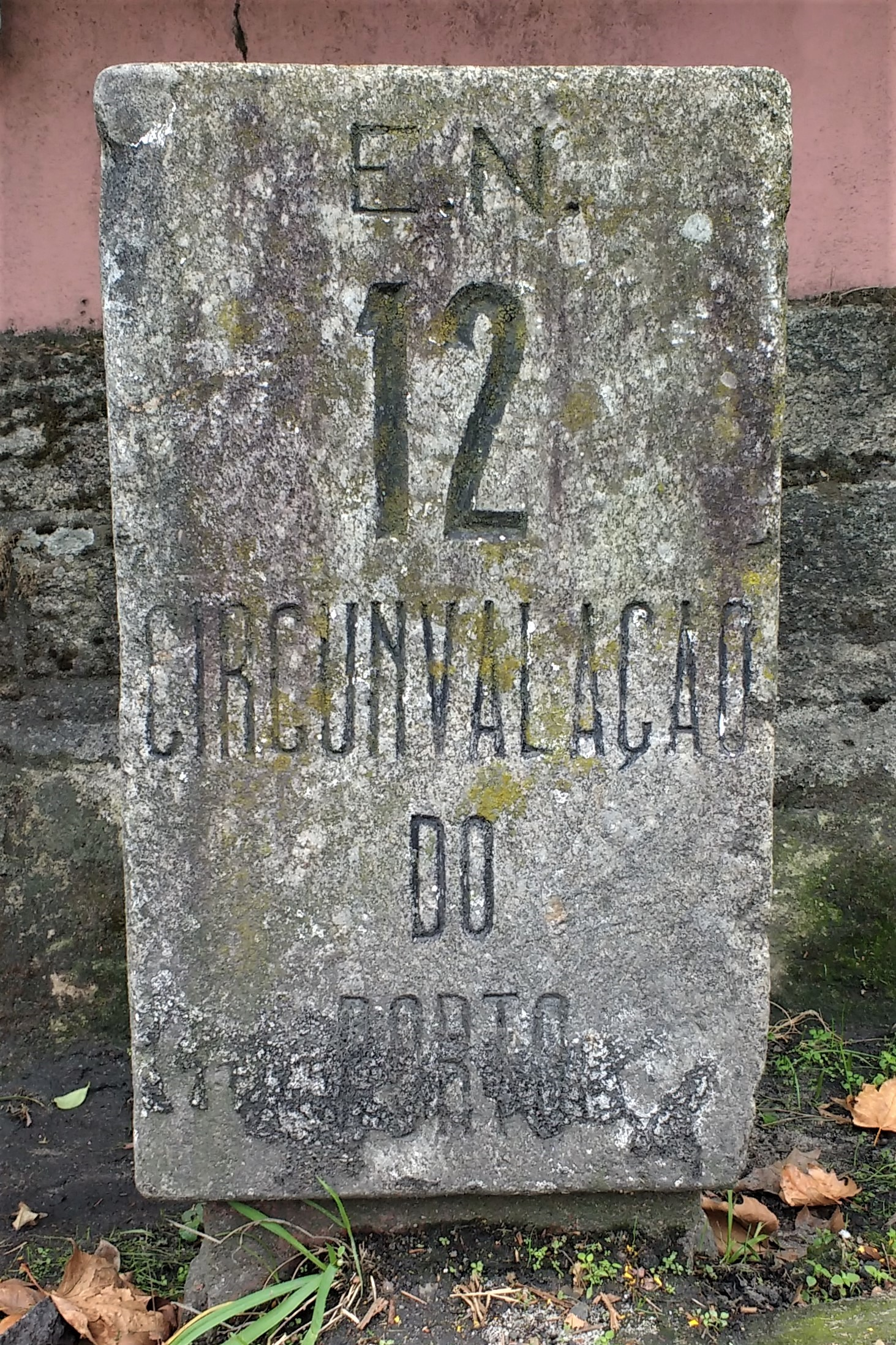
Marco miriamétrico da EN 12 ao km 10, na Areosa

A EN 12 - Estrada da Circunvalação do Porto é uma estrada nacional portuguesa que liga Matosinhos (Praça Cidade do Salvador) à Ribeira do Porto (Ponte Luís I). Na maior parte do seu percurso serve de fronteira terrestre entre o concelho do Porto e os concelhos de Matosinhos, Maia e Gondomar.
A via é pertença da Infraestruturas de Portugal e tem a designação oficial de Estrada Nacional n.º 12, sendo originalmente considerada uma estrada nacional de 1.ª classe.
O troço entre Matosinhos e São Roque da Lameira dispõe de duas faixas de rodagem em cada sentido, delimitadas por um separador central que, na maioria do percurso, delimita o concelho do Porto. Neste troço, a via intramuros- que corresponde ao sentido Matosinhos-Freixo- é designada Estrada Interior da Circunvalação, enquanto a via extramuros- correspondente ao sentido Freixo-Matosinhos- se denomina Estrada Exterior da Circunvalação.
É o maior arruamento da cidade do Porto.
Contém só um ramal (EN12-1: Para a estação de Rio Tinto).

## Traçado

### Matosinhos - Ribeira (Circunvalação do Porto)
| Localidade Intermédia | Estrada que liga                                  |
| --------------------- | ------------------------------------------------- |
| Matosinhos            | Praça Cidade do Salvador                          |
| Rotunda AEP           | A 28                                              |
| Monte dos Burgos      | N 13 (traçado primitivo)                          |
| Via Norte             | N 13 N 14                                         |
| Amial                 | N 14 (traçado primitivo)                          |
| Hospital de São João  | A 3                                               |
| Areosa                | N 105 Av. Fernão de Magalhães Rua de Costa Cabral |
| Rio Tinto             | N 12-1                                            |
| São Roque da Lameira  | N 15                                              |
| Freixo                | A 20 IP 1 VCI N 108                               |
| Ribeira               | Ponte Luís I                                      |

## História e Origem da Circunvalação
O Porto está cercado, em grande parte (excepto na parte ocidental) por uma estrada dupla, a Estrada da Circunvalação (N12).
Esta estrada tem uma origem e traçado militar: a placa central era originalmente um fosso, com 2 a 3 metros de profundidade, e com postos de sentinela a cada 150 metros.
Construída entre 1889 e 1896, servia como barreira alfandegária, para taxação dos bens de consumo que entravam no Porto.
Existiam ao longo dela, nas estradas de acesso à cidade, 13 edifícios onde os funcionários da Coroa, do Bispado e do Município estavam instalados e cobravam as taxas. Apenas 7 existem hoje, pois todas foram vendidas ou demolidas após a extinção, em 1922, do "Real de Água", imposto real que se destinava a financiar as obras de abastecimento de água às cidades, e finalmente da extinção, em 1943, dos impostos municipais indirectos.
Findou então um sistema tributário com cerca de 800 anos, progressivamente substituído por um tipo de imposto que se vai vulgarizando universalmente: o IVA. Estes edifícios são as testemunhas silenciosas desse período.
Este tipo de portagens, ou cobrança de imposto, faziam-se por Portugal inteiro, a que chamavam o Real de Água: esta designação foi aplicada pela primeira vez a um tributo pago pelos moradores da cidade de Elvas, para a construção da grande arcaria por onde levaram a água à cidade. Mais tarde, idêntica denominação generalizou-se ao imposto sobre a carne, peixe e o vinho, a que em ocasiões de crise se recorreu em diversas terras do País.
In: Dicionário de História de Portugal
Depois desta grande definição, vou esclarecer o porquê da construção da Estrada da Circunvalação: Submetido o projecto ao parecer da Câmara em Maio de 1889, foi esta favorável à sua execução pelo que logo em seguida foi iniciada a construção da actual e longa via circulatória conhecida pelo nome designativo de estrada da Circunvalação que, como geralmente é sabido estende-se numa extensão de quase 17 km, desde Campanhã até à costa Oceânica (...) e foi aberta com o fim único de servir de barreira à cidade para o efeito de fiscalização do real de água (do Estado) e cobrança dos chamados impostos indirectos municipais, que foram, afinal, os descendente directos dos antiquíssimos tributos, que sob a denominação inicial de portagem e posteriormente de sisas e imposições, se cobraram no Porto durante séculos e desde tempos anteriores à fundação da nacionalidad. (...)
Ficou portanto, a cobrança do imposto municipal, em 1897, a fazer-se as seguintes barreiras de fiscalização do Estádo: Esteiro, Freixo, Campanhã, São Roque, Rebordões, Areosa, Azenha, Amial, Monte dos Burgos, Senhora da Hora, Pereiro, Vilarinha e Castelo do Queijo. No que respeita à linha marginal, havia ainda os seguintes postos: Cantareira, Ouro, Massarelos, Banhos, Ribeira, Ponte inferior, ponte superior, Guindais e Pinheiro.
Em 21 de Setembro de 1922, foi extinto o velho imposto do real de água; e, assim o estado desguarnecendo as barreiras estabelecidas em 1836, tomou a Câmara, automaticamente, a posse delas, para o que substituiu e guarneceu com pessoal da casa dos postos que acabavam de ser extintos. Ficou, por consequência, o Município, a partir de 1922, a usufruir, em exclusivo, a linha de barreiras estabelecidas pelo Estado, 86 anos antes. Decorridos 21 anos, em Dezembro de 1943, surge, inesperadamente, um decreto, que suprimiu a cobrança dos impostos indirectos municipais, veio finalmente pôr termo a uma justa campanha de longos anos por parte dos organismos económicos da nossa terra e dar cabal satisfação aos desejos de todos os munícipes. Desapareceu assim, um sistema tributário com mais de oito séculos de existência; e, com ele, desapareceu também uma organização fiscal, que há cento e tantos anos cingia a cidade do Porto com uma oprimida e anacrónica cintura de barreiras.
MARÇAL, Horácio - Estrada da Circunvalação : antiga linha de fiscalização e cobrança do denominado imposto do «real de água».
In: "O Tripeiro". Porto. 6ª série, ano 11, n.º 7 (Julho de 1971), p. 193-195.

### Século XX
A Estrada da Circunvalação do Porto foi incluída no Plano Rodoviário Nacional de 1945 (PRN 1945), tomando a designação de Estrada Nacional n.º 12 e passando para a titularidade da Junta Autónoma das Estradas, correspondendo a sua manutenção à Direcção de Estradas do Distrito do Porto.
A partir de então, ganhou um papel fundamental na distribuição do tráfego interurbano da cidade do Porto, servindo de ponto de partida para as principais ligações da invicta às principais cidades do norte do país. Assim, algumas das principais estradas nacionais tinham origem na EN 12:
- a EN 13 (estrada de Viana) saía do cruzamento do Monte dos Burgos,
- a EN 14 (estrada de Braga) saía do cruzamento do Amial,
- a EN 15 (ligação a Vila Real e Bragança) saía de São Roque da Lameira,
- a EN 105 (estrada de Guimarães) saía da Areosa
- a EN 107 (ligação ao aeroporto) saía de Matosinhos
- e a EN 108 (Estrada Marginal do Douro) saía do Freixo.

De acordo com o PRN 1945, a Estrada da Circunvalação do Porto tinha um ramal, designado EN 12-1, que ligava a zona de Rebordãos (perto de Contumil) à estação ferroviária de Rio Tinto.
Posteriormente, com a inauguração dos novos acessos de norte à cidade do Porto foram construídas duas grandes rotundas no traçado da EN 12:
- A rotunda de onde partia a Via Norte, situada entre o Monte dos Burgos e o Amial e inaugurada em 1959. Esta rotunda desapareceu entretanto, tendo sido substituída por um nó de ligação.
- A Rotunda dos Produtos Estrela (actual Rotunda AEP), no cruzamento com a Via Marechal Carmona (que tomou a designação de EN 107, correspondendo à actual A 28)

A importância da Estrada da Circunvalação diminuiu com a construção da Via de Cintura Interna, que ficou concluída em 1995 e veio substituir a EN 12 como principal via distribuidora de tráfego da cidade do Porto.

## Planos futuros

### Em 2007
Em 2007 havia planos para vir a transformá-la numa alameda urbana.
O plano pretendia a transformação da Circunvalação numa alameda de 16 quilómetros com duas vias de circulação em cada sentido, passeios alargados, arborizados e com ciclovia anexa e baias de estacionamento. Não estava fechada a possibilidade de, no futuro, introduzir o eléctrico no corredor verde central.
A reconversão da estrada nacional em "boulevard" municipal seria feita com as sugestões dos arquitectos Bernardo Távora, Pedro Guimarães e José António Barbosa.
Na zona do Hospital de S. João a via deveria ser enterrada.

### Em 2014
Em junho de 2014, os presidentes das câmaras do Porto, Matosinhos, Maia e Gondomar estiveram reunidos para debater requalificação da Circunvalação.
A requalificação deveria passar pela criação de interfaces, pelo desvio de algum trânsito, criação de ciclovias, linhas dedicadas para autocarros, para além de todas as questões ambientais, como a criação de espaços verdes.
O modelo de financiamento para esta obra não estava ainda definido, podendo passar pelos quatro municípios, pela Junta Metropolitana ou por fundos comunitários.
Em dezembro de 2014 foi anunciado que já há um acordo dos municípios do Porto, Matosinhos, Maia e Gondomar para a requalificação urbana da estrada da Circunvalação. A intervenção basear-se-ia em pequenas obras para que a Circunvalação seja mais atrativa para os peões. O perfil da via irá manter-se, não estando previstas grandes obras. Vão ser arranjados os passeios e a placa central, podendo esta acolher uma ciclovia. Gondomar salvaguardou a possibilidade de um dia ser construída uma segunda linha de metro entre o município e o Porto, um projeto entretanto suspenso. Não está definida uma data para o início das obras e espera-se que o investimento possa ser pago com dinheiro europeu.

### Em 2017
O projeto de requalificação foi apresentado em março de 2017. Previa um investimento de 58 milhões de euros para renovar os 17 quilómetros de via, nos concelhos do Porto, Matosinhos, Gondomar e Maia, transformando-a numa alameda urbana com velocidade mais baixa de circulação.
O início das obras estava dependente do financiamento.
O projeto incluia um separador central com um corredor destinado a transporte público, ciclovia e 49 mil metros quadrados de área verde.
As faixas de rodagem teriam quatro vias (duas em cada sentido), com três metros de largura. As áreas pedonais qualificadas terão 130 mil metros quadrados de passeio e 2800 novas árvores. O transporte público será servido por 40 novas paragens.
Teria, ao todo, 2500 lugares de estacionamento organizado.
Por definir está o que seria realizado, em concreto, na rotunda da Areosa (onde a demolição do viaduto é uma opção irrealista), na rotunda AEP (que carece de um estudo aprofundado) e junto ao Hospital de S. João (que terá um projeto específico).
Este projeto não se realizou por falta de financiamento.